# Fântâna (okręg Braszów)
Fântâna – wieś w Rumunii, w okręgu Braszów, w gminie Hoghiz. W 2011 roku liczyła 280 mieszkańców.